# سامسونج أنباكد
سامسونج أنباكد هو حدثٌ نصف سنوي تنظمه إلكترونيات سامسونج حيث يعرض أجهزة جديدة بما في ذلك الهواتف الذكية والأجهزة اللوحية والأجهزة القابلة للارتداء. تم عقده لأول مرة في يونيو 2009 في حدث CommunicAsia في معرض سنغافورة في سنغافورة ، ويقام الآن بشكل متكرر في برشلونة ومدينة نيويورك.
يتضمن الحدث العروض التقديمية الرئيسية لإطلاق المنتجات، التي قدمتها شخصيات إدارة الشركة. يمكن للحضور زيارة المعارض والحصول على تجارب عملية للمنتجات في مناطق العرض. تتميز عمليات البث المباشر لـ سامسونج أنباكد بقطعة موسيقية ما قبل التشغيل من سلسلة سامسونج جالكسي، وغالبًا ما تكون نسخة مخصصة من "Over the Horizon"، ورسوم متحركة متكررة.
في أغسطس 2020، وبسبب جائحة كوفيد-19، عقدت سامسونج الحدث الأول تقريبًا لإطلاق سلسلة جالكسي نوت 20 من الأجهزة. تم بثه على الهواء مباشرة من مقرهم الرئيسي في سوون، كوريا الجنوبية، وجذب 56 مليون مشاهدة متراكمة.
تم عقد جالكسي أنباكد لشهر فبراير 2023 في 1 فبراير في الساعة 6 مساءً بتوقيت جرينتش (7 مساءً بتوقيت وسط أوروبا) وكان أول حدث شخصي منذ حدث 2020.

## إطلاق المنتجات
| السنة | الخط الزمني للمنتجات المطلقة |
| ----- | --- |
| 2009  | Samsung S8000 Jet وSamsung i8000 Omnia II |
| 2010  | Samsung S8500 Wave (فبراير) ، أول هاتف Samsung Galaxy S (مارس) |
| 2011  | Samsung Galaxy S2 ، أول Galaxy Note ، Galaxy Nexus |
| 2012  | Samsung Galaxy S3 وGalaxy Note2 وGalaxy Tab 2 وكاميرا Galaxy |
| 2013  | Samsung Galaxy S4 وGalaxy Note3 و Galaxy Gear |
| 2014  | Samsung Galaxy S5 وGalaxy Note4 وGalaxy Note Edge و Galaxy Tab Active و Gear S و Gear VR و Gear Circle و Gear Live و Gear Fit و Gear 2 Neo و Gear 2 |
| 2015  | Samsung Galaxy S6 و Galaxy S6 Edge و Galaxy S6 Edge + وGalaxy Note5 و Gear S2 |
| 2016  | Galaxy S7 وGalaxy S7 Edge وكاميرا Gear 360 و Galaxy Note7 و Gear S3 Classic و Gear S3 Frontier و Gear VR و Gear Fit2 و Gear S2 Classic و Gear IconX |
| 2017  | Galaxy S8 وGalaxy S8 + وGalaxy Note8 وGalaxy Tab S3 و Gear Fit2 Pro و Gear Sport |
| 2018  | Galaxy S9 وGalaxy S9 + وGalaxy Note9 و Galaxy Watch و Galaxy Home |
| 2019  | Galaxy S10e وGalaxy S10 وGalaxy S10 + وGalaxy S10 5G وGalaxy Note10 وGalaxy Fold و Galaxy Book S و Galaxy Watch Active و Galaxy Fit و Galaxy Watch Active2 و Galaxy Buds و Galaxy Z Flip و Galaxy A70 و Galaxy A80 |
| 2020  | Galaxy S20 وGalaxy S20 + وGalaxy S20 Ultra وGalaxy Note20 و Galaxy Note20 Ultra وGalaxy Z Fold2 و Galaxy S20 FE و Galaxy Buds + و Galaxy Buds Live و Galaxy Tab S7 و Galaxy Tab S7 + و Galaxy Fit2 و Galaxy Watch3 و Galaxy A01 و Galaxy A11 و Galaxy A21s و Galaxy A31 و Galaxy A41 و Galaxy A51 وGalaxy A51 5G وGalaxy A51 5G UW وGalaxy A71 وGalaxy A71 5G وGalaxy A71 5G UW |
| 2021  | Galaxy Z Fold3 وGalaxy Z Flip3 و Galaxy Watch4 و Galaxy Watch4 Classic و Galaxy Buds2 و Galaxy S21 و Galaxy S21 + و Galaxy S21 Ultra و Galaxy Buds Pro و Galaxy SmartTag و Galaxy A02 و Galaxy A12 و Galaxy A32 وGalaxy A32 5G و Galaxy A42 5G و Galaxy A52 وGalaxy A52 5G وGalaxy A72 و Galaxy Book و Galaxy Book Pro و Galaxy Book Pro 360                                    |
| 2022  | Galaxy S22 و Galaxy S22 + و Galaxy S22 Ultra و Galaxy S21 FE و Galaxy Tab S8 و Galaxy Tab S8 + و Galaxy Tab S8 Ultra و Galaxy M33 و Galaxy M23 و Galaxy A23 و Galaxy A13 و Galaxy A33 5G و Galaxy A53 5G وGalaxy A73 5G و Galaxy Z Fold 4 و Galaxy Z Flip 4 و Galaxy Watch 5 و Galaxy Watch 5 Pro و Galaxy Buds2 Pro                                                            |
| 2023  | Galaxy S23 و Galaxy S23 + و Galaxy S23 Ultra و Galaxy Book 3 Pro و Galaxy Book 3 Pro 360 و Galaxy Book 3 Ultra |